# Numa (automóvil)
El Numa fue un automóvil de competición argentino creado por el diseñador y piloto Carlos Ruesch. Las dos primeras versiones, conocidas como Numa I y Numa II, corrieron en 1968 en Turismo Carretera, mientras que las posteriores, Numa IIB, Numa IIC, Numa III y Numa IV fueron parte del campeonato de sport prototipos en 1969 y 1970.

## Historia

### Numa I
El Numa I fue el vehículo que Carlos Ruesch diseñó para competir en 1968 en Turismo Carretera. El año anterior se había realizado un importante cambio en el reglamento técnico de la categoría, dando lugar a una mayor libertad de trabajo sobre los automóviles. Estaba construido sobre la base de un Torino y llevaba un motor Tornado Interceptor de 4000 cc de cuatro bancadas. Debutó en marzo de ese año y en junio obtuvo su primer y único podio.
Fue apodado «El televisor» gracias a la particular toma de aire que tenía como objetivo alcanzar la altura mínima reglamentaria.

### Numa II
La firma Avante de Garibotti y Parodi fue la encargada fabricar una nueva trompa y una cola del vehículo. La propiedad intelectual de estos nuevos diseños fueron puestas en discusión entre los propietarios de Avante y Ruesch; ambas partes afirmaban que eran quienes los habían creado. Por otro lado, se colocó un motor atendido por Oreste Berta y se quitó la toma de aire del techo del automóvil. De la mano de su diseñador y piloto Ruesch, el Numa II venció el 13 de octubre en el Autódromo de Buenos Aires en la que fue la primera carrera de esta versión y la única victoria en TC de un Numa.
Tulio Riva, quien había corrido con el Numa II en TC a finales del 68, realizó varias modificaciones sobre este para correr en la categoría sport prototipo en 1969, principalmente en la carrocería. Esta versión llevó el nombre de «Bamba» y logró un podio.

### Numa IIB
Para la temporada inaugural del Sport Prototipo Argentino, Eduardo Copello y Ruesch armaron un equipo con apoyo de Shell Argentina. El Numa de Copello fue hecho de cero, mientras que el que usó Ruesch fue el de 1968 pero modificado. Ambos tenían puertas de tijera, radiadores de aceite alojados en la parte trasera, dos tomas de aire Naca para los carburadores, el distribuidor y los frenos autoventilados y tres carburadores Weber horizontales de doble cuerpo. Tenían una cubierta transparente sobre el techo que alcanzaba la altura mínima estipulada en el reglamento. El motor Tornado era de cuatro bancadas reforzado y daba 290 HP.
En la tercera carrera de la temporada, Ruesch logró el primer podio del Numa en SP, mientras que la primera victoria tuvo lugar en Buenos Aires en julio, de la mano de Copello. Luego, Ruesch ganó en Buenos Aires y Copello repitió en Maggiolo. Copello ganó el campeonato con un nuevo triunfo en Paraná, mientras que Ruesch finalizó cuarto en el torneo.

### Numa IIC
El piloto Jorge Ternengo armó para 1969 un equipo propio para el SP con apoyo de la Peña Rueda y la supervisión de Ruesch. Compró un IIB, lo acortó 23 cm de largo y lo pintó de verde. La forma y posición del parabrisas era similar al IIB. Solamente participó en una competencia (El Zonda) ya que Ternergo integraría el equipo Ford luego de esta. En 1970 volvería a usar El Numa IIC a partir de mitad de temporada con una carrocería totalmente modificada pero con resultados discretos

### Numa III
Eduardo Copello se desvinculó de Ruesch para 1970. Contrató a Alfredo Romero para hacer las principales reformas: se alargó la cola (imitando la del Porsche 917), se retocó la trompa y la zona de las puertas, el bajó el techo (tras cambios reglamentarios) y se redujo el peso total. Copello participó en nueve carreras y logró un podio. Dejó el Numa antes de finalizar la temporada por un prototipo de Berta. Luego, Emilio Bertolini tuvo dos participaciones con esta versión.

### Numa IV
A diferencia del resto de las versiones del Numa, el IV no llevó un motor Tornado. Ruesch en 1970 estaba trabajando con Horacio Steven en sus Trueno, por lo que acordó con los hermanos Bellavigna darles uno de los Numa IIB para que estos montasen un motor Dodge de seis cilindros. El equipo de los hermanos representaba a la Comisión de Concesionarios Chrysler. El nuevo Numa IV fue modificado en la zona del vano motor, se le montó una cola similar a la del Numa III y fue pintado de amarillo. Carlos Marincovich fue el piloto que condujo este vehículo en San Juan, la única vez que fue utilizado en carrera.
Este Numa fue encontrado en 2013 en mala preservación, restaurado a la versión IIB y exhibido por primera vez en 2019.

## Galería de imágenes
|                       |
| Numa I-Tornado, 1968. |

|                                         |
| Numa II-Tornado de Carlos Ruesch, 1968. |

|                                            |
| Numa IIB-Tornado de Eduardo Copello, 1969. |

|                                           |
| Numa IIC-Tornado de Jorge Ternengo, 1969. |

|                                            |
| Numa III-Tornado de Eduardo Copello, 1970. |

|                                            |
| Numa IV-Dodge de Carlos Marincovich, 1970. |

|                                                |
| Carlos Ruesch subido a su automóvil, año 1969. |